# Vărbina, Smolean
Vărbina (în bulgară Върбина) este un sat în comuna Madan, regiunea Smolean,  Bulgaria. 

## Demografie
Componența etnică a satului Vărbina
     Turci (1,1%)
     Nicio identificare (34,86%)
     Bulgari (51,4%)
     Romi (0%)
     Altele (12,62%)
La recensământul din 2011, populația satului Vărbina era de 998 locuitori. Din punct de vedere etnic, majoritatea locuitorilor (51,4%) erau bulgari, cu o minoritate de turci (1,1%). Pentru 34,86% din locuitori nu este cunoscută apartenența etnică.